# Cirsium palustre

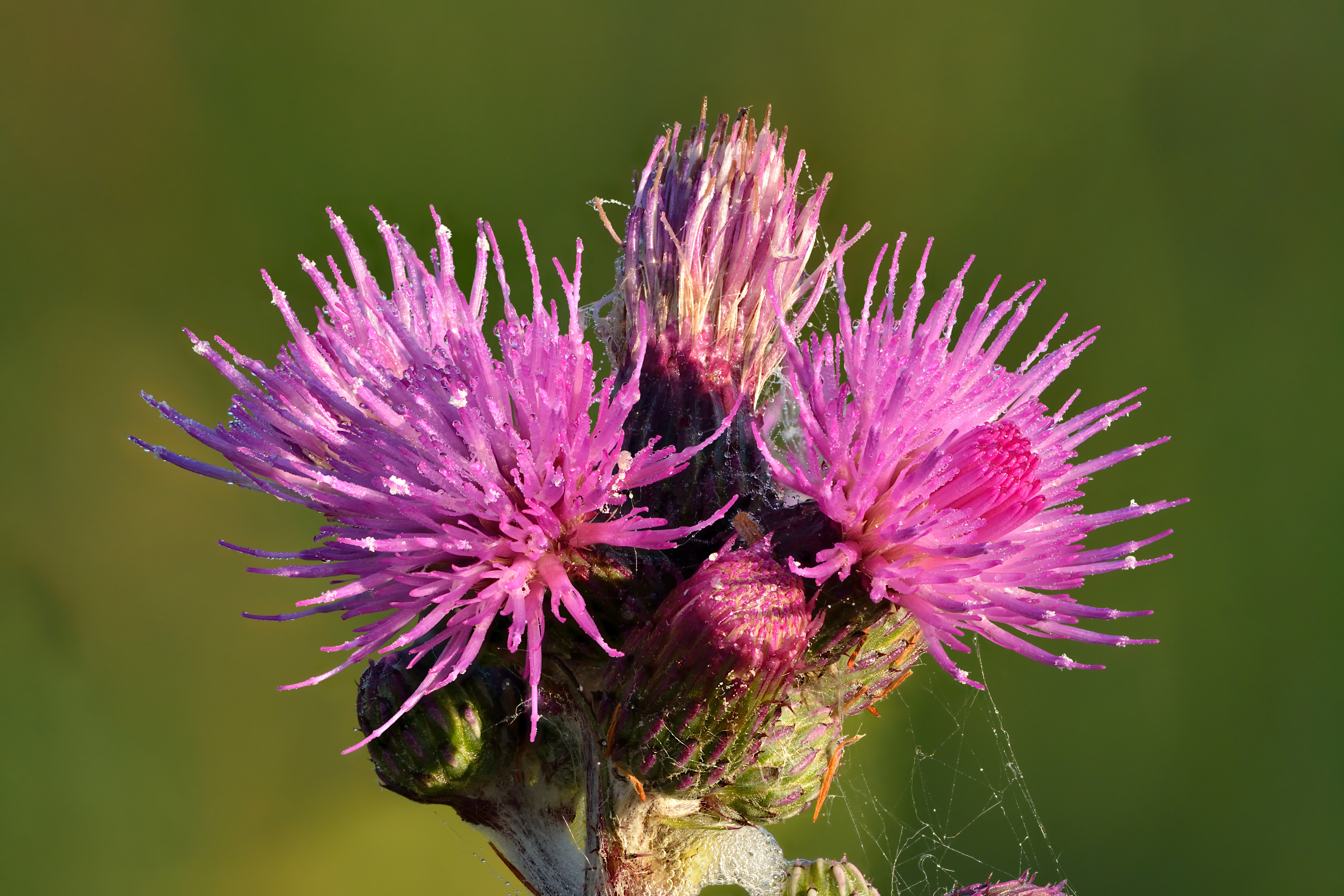
Inflorescencia.

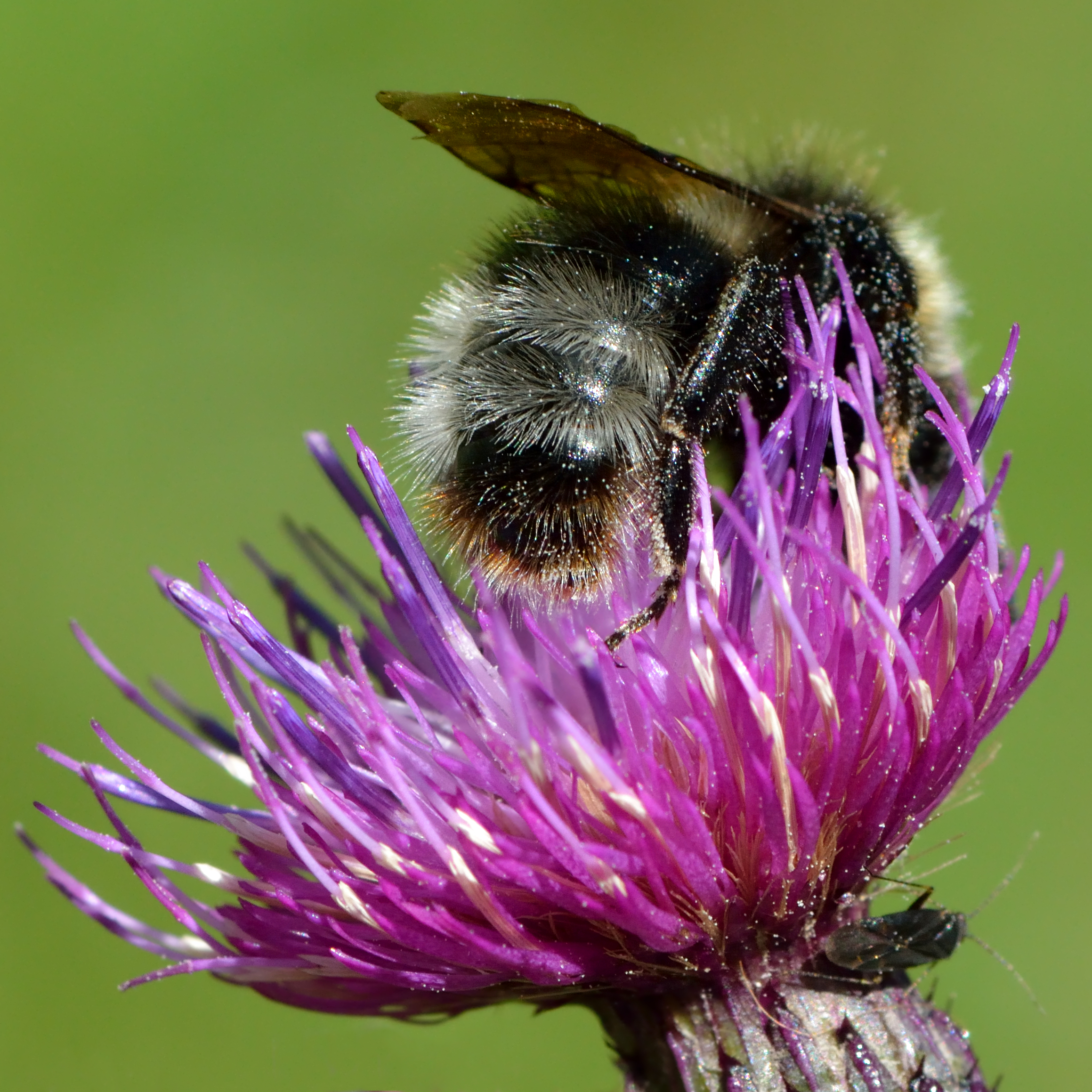

Cirsium palustre es una especie de planta fanerógama perteneciente a la familia Asteraceae. Es nativa de Europa, aunque se ha naturalizado en Nueva Zelanda y Norteamérica donde se la considera planta invasora.

## Descripción
Es una planta herbácea anual o perenne que alcanza los 2-3 metros de altura, con tallos fuertes y erectos cubierto de pequeñas espinas y tomentosos en la parte superior. Las hojas son estrechas y lobuladas y las cabezuelas de la inflorescencias que se producen, en el ápice de los tallos en densos racimos, en junio-septiembre tienen 10-15 mm de longitud con las brácteas glutinosas de color verde a púrpura. Los flósculos son de color lavanda-púrpura. Los frutos son cipselas pardas con anillo apical y vilano plumoso.

## Taxonomía
Cirsium palustre fue descrita originalmente por Carlos Linneo como Carduus palustris (basónimo) en Species Plantarum, vol. 2, p. 822, 1753 y transferido al género Cirsium por Ernest Saint-Charles Cosson ex  Giovanni Antonio Scopoli y publicado en Flora Carniolica, Editio Secunda, 2, p. 128, 1772.
Etimología
Cirsium: nombre genérico que deriva de la palabra griega: kirsos = varices ;  de esta raíz deriva el nombre kirsion, una palabra que parece servir para identificar una planta que se utiliza para el tratamiento de este tipo de enfermedad. De kirsion, en los tiempos modernos, el botánico francés Tournefort (1656 - 708) ha derivado el nombre Cirsium del género.
palustre: epíteto latino que significa "que crece en los pantanos".
Sinonimia
- Carduus chailleti Godr.
- Carduus laciniatus Lam.
- Carduus palustris L. (basiónimo)
- Cirsium chailletii Gaudin
- Cirsium forsteri Loudon
- Cirsium kochianum
- Cirsium laciniatum Nyman
- Cirsium lacteum Schleich. ex W.Koch
- Cirsium palatinum Sch.Bip. ex Nyman
- Cirsium palustre f. horridum Posp.
- Cirsium palustre subsp. trasmontanum
- Cirsium parviflorum Lange ex Nyman
- Cirsium pseudo-palustre Schur
- Cirsium semidecurrens Richt.
- Cnicus forsteri Sm.
- Cnicus lacteus Schleich.
- Cnicus palustris (L.) Willd.
- Cynara palustris Stokes[3]